# Christian Hospital Bissam Cuttack
Christian Hospital, Bissam Cuttack er et missionshospital i den indiske delstat Odisha. Hospitalet har et bredt udvalg af specialer, herunder et folkesundhedsprogram ved navn MITRA (Madsen's Institute for Tribal and Rural Advancement). Hospitalet uddanner også sygeplejersker.
Christian Hospital, Bissam Cuttack (også kendt som CHB) blev stiftet i 1954 af den danske missionær dr. Lis Madsen (1913-1991).